# Halophila
Halophile
«  Halophile (plante) » redirige ici. Pour les autres significations, voir Halophile (homonymie).
Genre
Classification APG II (2003)
Halophila est un genre d'herbes marines, des plantes monocotylédones sous-marines de la famille des Hydrocharitaceae. Le nom Halophila dérive du grec ἅλς / hals (« sel ») et φίλος / philos (« ami »), pour désigner une plante exclusivement marine.

## Caractéristiques générales
Ce sont des plantes marines herbacées, vivaces, dont les caractères distinctifs sont les suivants :
- rhizome jusqu'à 1,5 cm de large, densément recouvert de débris de fibres de feuilles déchiquetées,
- nombreuses racines, non ramifiées, de 10 à 20 cm de long et 3 à 5 mm de large,
- feuilles de 30 à 150 cm de long et 1,25 à 1,75 cm de large, sans gaine à la base.

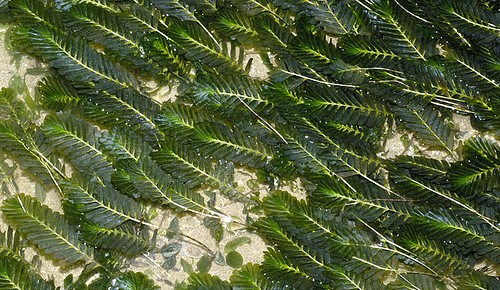
Halophila spinulosa Singapour

## Liste d'espèces
La liste des espèces acceptées dans ce genre est encore discutée, en effet :

selon AlgaeBase :
- Halophila australis Doty & Stone, 1967
- Halophila baillonis Asch. ex Dickie, 1874
- Halophila beccarii Asch., 1871
- Halophila decipiens Ostenf., 1901
- Halophila engelmannii Asch., 1875
- Halophila euphlebia Makino
- Halophila gaudichaudii J. Kuo (non vérifié)
- Halophila hawaiiana Doty & Stone, 1967
- Halophila johnsonii Eiseman, 1980
- Halophila major (Zoll.) Miq., 1856
- Halophila mikii J. Kuo (non vérifié)
- Halophila minor (Zoll.) den Hartog, 1957 (non vérifié)
- Halophila nipponica J, Kuo
- Halophila okinawensis J. Kuo (non vérifié)
- Halophila ovalis (R.Br.) Hook.f., 1858
- Halophila ovata Gaudich., 1827
- Halophila spinulosa (R.Br.) Asch., 1875
- Halophila stipulacea (Forsk.) Asch., 1867
- Halophila tricostata Greenway, 1979

selon ITIS :
- Halophila australis Doty & Stone, 1967
- Halophila baillonis Asch. ex Dickie, 1874
- Halophila beccarii Asch., 1871
- Halophila decipiens Ostenf., 1901
- Halophila engelmannii Asch., 1875
- Halophila hawaiiana Doty & Stone, 1967
- Halophila johnsonii Eiseman, 1980
- Halophila major (Zoll.) Miq., 1856
- Halophila minor (Zoll.) den Hartog, 1957
- Halophila ovalis (R.Br.) Hook.f., 1858
  - H. ovalis subsp. linearis (Hartog) Hartog, 1970
  - Halophila ovalis subsp. ovalis
  - H. ovalis subsp. ramamurthiana K.Ravik. & R.Ganesan, 1990
- Halophila ovata Gaudich., 1827
- Halophila spinulosa (R.Br.) Asch., 1875
- Halophila stipulacea (Forsk.) Asch., 1867
- Halophila tricostata Greenway, 1979

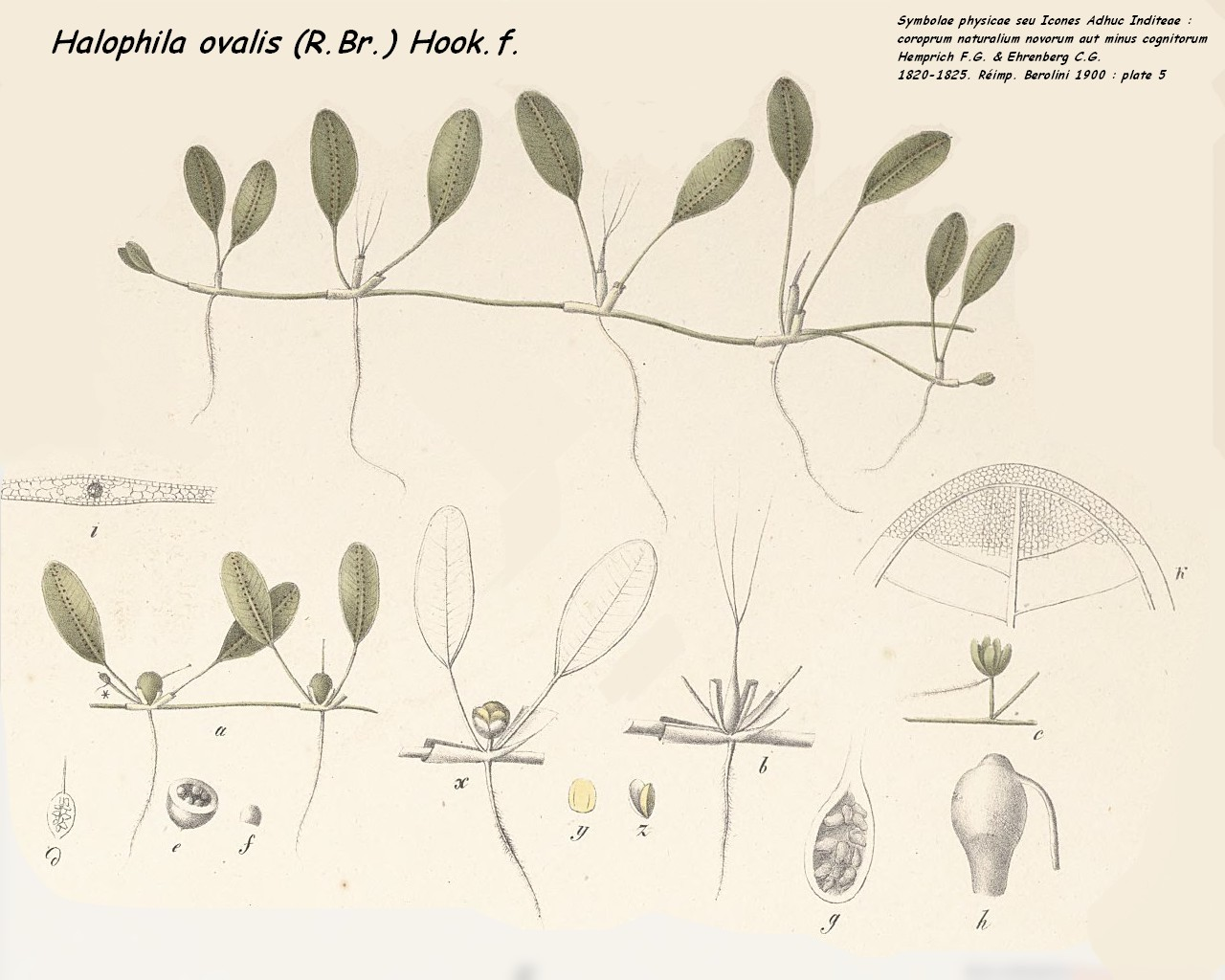
Halophila ovalis d'après Hemprich F.G. & Ehrenberbg C.G., 1900
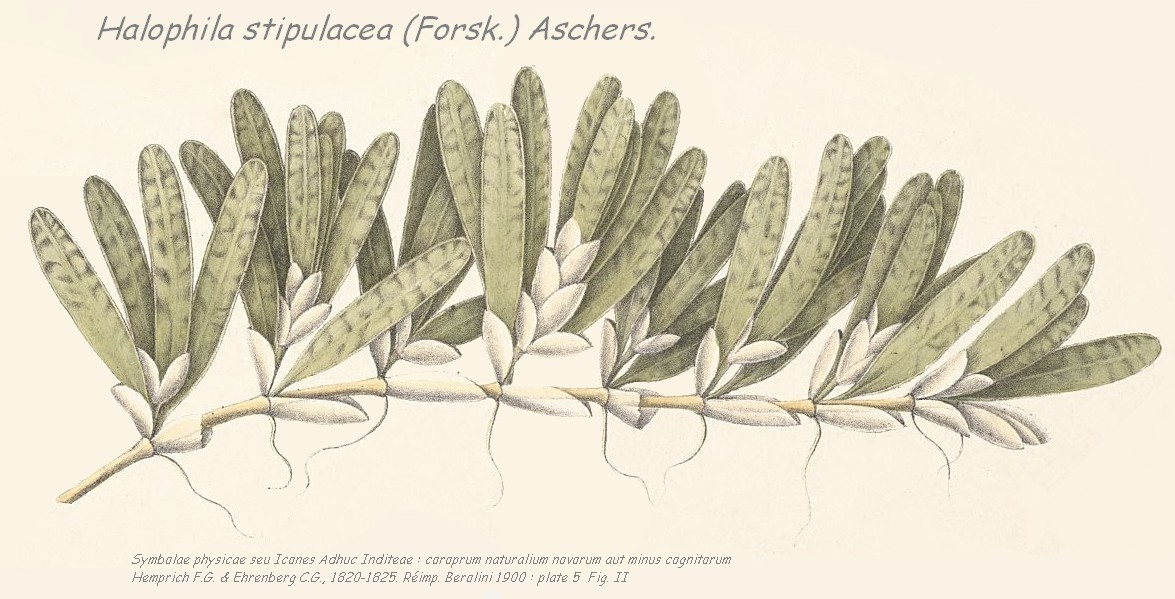
Halophila stipulacea d'après Hemprich F.G. & Ehrenberbg C.G., 1900

## Synonymie
- Halophila australis
  - Halophila ovalis subsp. australis (Doty & B.C.Stone) Hartog, 1970
- Halophila baillonis
  - Halophila aschersonii Ostenf., 1901
  - Serpicula quadrifolia Balb. ex Asch., 1874
- Halophila decipiens
  - Halophila decipiens var. pubescens Hartog, 1957
- Halophila hawaiiana
  - Halophila ovalis subsp. hawaiiana (Doty & B.C.Stone) Hartog, 1970
- Halophila major
  - Halophila euphlebia Makino, 1912
  - Halophila ovalis var. major (Zoll.) Asch., 1868
  - Lemnopsis major Zoll., 1864
- Halophila minor
  - Halophila lemnopsis Miq., 1856
  - Halophila ovalis var. minor (Zoll.) Asch., 1868
  - Lemnopsis minor Zoll., 1854
- Halophila ovalis
  - Caulinia ovalis R.Br., 1810
  - Kernera ovalis (R.Br.) Schult. & Schult.F., 1829
  - H. ovalis subsp. linearis
    - Halophila linearis Hartog, 1957

  - Halophila ovalis subsp. ovalis
    - Barkania punctata Ehrenb.
    - Halophila kotschyana Fenzl ex Asch.
    - Halophila kotschyanae' Fenzl ex Zanardin
- Halophila ovata
  - Halophila ovalis subsp. bullosa Setch., 1924
  - Halophila ovalis var. ovata (Gaudich.) Balf.F., 1879
  - Thalassia ciliata Decne., 1834
  - Thalassia vaginata Decne. ex Kunth, 1841
- Halophila spinulosa
  - Caulinia spinulosa R.Br., 1810
  - Kernera spinulosa (R.Br.) Schult. & Schult.F., 1829
- Halophila stipulacea
  - Barkania bullata (Delile) Ehrenb., 1834
  - Barkania stipulacea (Forssk.) Zanardini ex Pritz., 1857
  - Barkania stipulacea var. bullata (Delile) Zanardini ex Pritz., 1858
  - Halophila balfourii Soler., 1913
  - Halophila madagascariensis Doty & B.C.Ston, 1967
  - Thalassia bullata (Delile) Kunth, 1841
  - Thalassia stipulacea (Forssk.) K.D.Koenig, 1805
  - Zostera bullata Delile, 1813
  - Zostera stipulacea Forssk., 1775

## Distribution
| Espèce        | Localisation |
| ------------- | --- |
| H. baillonis  | Atlantique ouest tropical. Brésil. Côtes Pacifique de Panama.                                                              |
| H. beccarii   | Sud de la mer de Chine méridionale. Golfe du Bengale.                                                                      |
| H. decipiens  | Océan Indien. Océan Pacifique tropical. Est de l'Australie. Côtes Atlantiques occidentales : Floride, Bermudes.            |
| H.engelmannii | Nord du golfe du Mexique, Floride, Cuba, Bahamas.                                                                          |
| H.hawaiiana   | Iles Hawaï. |
| H.johnsonii   | Sud-est de la Floride. |
| H.minor       | Des côtes est de l'Afrique jusqu'en Indonésie. Queensland (Australie)                                                      |
| H.ovalis      | Des côtes est de l'Afrique jusqu'au nord du Japon. Iles Samoa et Tonga.                                                    |
| H.spinulosa   | Malaisie,Singapour, Indonésie, Philippines, Mélanésie. Australie (côtes nord-est et ouest).                                |
| H.stipulacea  | Ouest de l'ocean Indien : Tanzanie, Kenya, Madagascar. De l'Inde au golfe Persique. Mer Rouge. Migratrice en Méditerranée. |
| H.tricostata  | Grande barrière de corail (Queensland, Australie).                                                                         |

## Taxinomie
- Halophila  Girard, 1853 (ICZN) est un synonyme de Platymantis Tschudi, 1838.